# Алектріон
Алектріо́н (грец. Aλεκτρυών) — служник Ареса. Коли Арес приходив на побачення до Афродіти, Алектріон мав стояти на сторожі й попереджати коханців про те, що вже настав день. Одного разу юнак заснув, і Гефест за допомогою Геліоса піймав свою зрадливу дружину та її коханця в тенета. Арес покарав Алектріона, перетворивши його на півня.